# Challenger de Vilna
El Vitas Gerulaitis Cup es un torneo profesional de tenis. Pertenece al ATP Challenger Tour. Se juega desde el año 2023 sobre pistas de dura bajo techo, en Vilna, Lituania.

## Palmarés

### Individuales
| Año  | Campeón     | Finalista    | Resultado |
| ---- | ----------- | ------------ | --------- |
| 2023 | Liam Broady | Zdeněk Kolář | 6-4, 6-4  |

### Dobles
| Año  | Campeones                          | Finalistas               | Resultado |
| ---- | ---------------------------------- | ------------------------ | --------- |
| 2023 | Ivan Liutarevich Vladyslav Manafov | Arjun Kadhe Daniel Masur | 6–0, 6–2  |